# Saropa
Saropa appelé aussi siropa ou sarapa est une robe, une toge d'honneur offerte dans le sikhisme comme une marque d'honneur. Le mot vient du perse sar-o-pa qui veut dire: tête et pieds, ou, sarapa: de la tête aux pieds. La communauté religieuse décide d'offrir ce symbole de respect qui peut prendre aussi l'aspect d'un turban ou d'une écharpe (chuni). Cet acte peut être effectué dans la communauté civile. Lorsqu'il touche le monde politique, il prend le nom de khill'at.